# Carpinus rupestris
Carpinus rupestris — вид квіткових рослин з родини березових. Поширення: Китай (Юньнань, Гуансі, Гуйчжоу).

## Біоморфологічна характеристика
Це дерево заввишки 2–4 метри; кора темно-сіра. Гілки сіро-чорні, голі; гілочки сірі, густо біло або коричнево ворсинчасті. Ніжка листка 1–3 мм, густо біло або коричнево ворсинчаста. Листкова пластинка ланцетна або довгасто-ланцетна, 4–5 × 1.5–2 см, знизу густо біло або коричнево ворсинчаста, зверху гола, за винятком рідко ворсинчастої вздовж середньої жилки, основа підзакруглена або широко клиноподібна, край дрібно-просто щетинкоподібно-пилчастий, верхівка загострена; бічні жилки 14–17 з кожного боку середньої жилки, підняті знизу, вдавлені зверху. Жіноче суцвіття 2–3 × 1–1.2 см. Горішок яйцеподібний, ≈ 3 мм, густоворсинчастий, ребристий. Цвітіння: травень і червень, плодіння: червень — серпень.

## Середовище
Населяє зарості на кам'янистих пагорбах; на висотах 1100–1700 метрів